# Nepriadva
Nepriadva (en rus: Непрядва) és un poble de l'óblast de Tula, a Rússia, segons el cens del 2010 tenia 453 habitants.